# Česká modální slovesa
Článek česká modální slovesa pojednává o způsobových slovesech v češtině. Způsobové sloveso (též modální sloveso) je druh slovesa, jehož pomocí se vyjadřuje, zda je dispozice konatele děje k tomuto ději nutná, možná nebo záměrná, vyjadřuje tedy „stupeň realizovatelnosti“ děje, neboli voluntativní modalitu.

## Vlastní a nevlastní modální slovesa
Česká modální slovesa se dělí na vlastní a nevlastní, přičemž repertoár obou skupin se v různých studiích může lišit a samozřejmě se i postupně mění s vývojem jazyka. Vlastní modální slovesa musí splňovat následujících šest podmínek:
1. Pojí se pouze s infinitivem, nikdy s vedlejší větou. Naproti tomu některá nevlastní modální slovesa se primárně pojí s vedlejší větou, která může být sekundárně redukována na infinitiv: Musíme na turnaji uspět. (Pouze infinitiv) x Je možné, že na turnaji uspějeme. – Je možné na turnaji uspět. (Vedlejší věta redukována na infinitiv.)
2. Nemůže být rozvito podstatným jménem: O víkendu mě čeká práce na chatě. – O víkendu musím pracovat na chatě.
3. Netvoří imperativ (rozkazovací způsob).
4. Při převodu do pasiva se slovesný rod nemění u modálního slovesa, ale u plnovýznamového slovesa: Musíme popravit zrádce. – Zrádce musí být popraven.
5. Nemá vidový protějšek, vid se vyjadřuje plnovýznamovým slovesem: Musíš svou sestru chránit. –'Musíš svou sestru zachránit.
6. Netvoří zpodstatnělé sloveso.

Nevlastní modální slovesa rovněž splňují některé z uvedených podmínek, ale nikoli všechny najednou.
Obvykle jsou mezi vlastní modální slovesa řazena následující: muset, moct, mít, smět, chtít, hodlat, umět, dovést. Nevlastní, ale velmi blízká vlastním modálním slovesům, jsou: dát se, být schopen, být nucen, být s to. Další nevlastní modální slovesa jsou tvořena modálním spojením sloves být, mít (je povinen, je třeba, má v úmyslu) a některými plnovýznamovými slovesy (nezbývá než, sluší se).
Přitom je třeba si uvědomit, že mnohá modální slovesa mohou mít i další, plnovýznamové užití: Dovedu to s hady. Umím novou básničku. Jsem nucen k nejhoršímu. Sloveso chtít má dvojí modální užití, jedno jako vlastní a druhé jako nevlastní modální sloveso: Chci překonat rekord. – Odpovídá víceméně slovesu hodlat. x Chci, abys mi pomohl. (Chci pomoct.) – Odpovídá víceméně slovesu přeji si.

## Rozdělení podle významu
Modální slovesa lze podle významu rozdělit následovně:
1. nutnost, u níž se dále rozlišuje:
  1. krajní nutnost (debitiv) – muset,
  2. záhodnost (hortativ) – mít (povinnost),
2. možnost (fakultativ, permisiv, posibilitiv) – moct,
3. vůli (volitiv) – chtít.

Kromě postoje je třeba rozlišit podle původu modality:
1. původce je totožný s konatelem děje,
2. původce není totožný s konatelem děje,
3. původ modality vychází z vnějších okolností.

Teoreticky si tedy lze představit 12 typů modálních sloves, avšak některé kombinace se v češtině (a zřejmě ani v jiných jazycích) neuplatňují. Rozlišujeme:
| Původce modality    | Krajní nutnost                                      | Záhodnost                          | Možnost                                               | Vůle                                 |
| ------------------- | --------------------------------------------------- | ---------------------------------- | ----------------------------------------------------- | ------------------------------------ |
| Totožný s konatelem | debitiv: muset, být nucen                           | ---                                | fakultativ: moct, dovést, umět, být schopen, být s to | volitiv: chtít, hodlat, mít v úmyslu |
| Odlišný od konatele | debitiv: muset, být nucen, být povinen              | hortativ: mít                      | permisiv: moct, smět                                  | ---                                  |
| Vnější okolnosti    | debitiv: muset, být nucen, být povinen, nezbývá než | hortativ: mít, být třeba, sluší se | posibilitiv: moct, dát se, lze                        | ---                                  |

Přitom zápor modálních sloves nemusí odpovídat stejné kategorii jako modální sloveso v kladném tvaru:
- Musím se zúčastnit schůze. (krajní nutnost – debitiv) x Nemusím se zúčastnit schůze. (Ale mohu – možnost – permisiv).
- Smím se zúčastnit schůze. (možnost – permisiv) x Nesmím se zúčastnit schůze. (krajní zákaz – debitiv).
- Jsem nucen zúčastnit se schůze. (krajní nutnost – debitiv) x Nejsem nucen zúčastnit se schůze. (Ale mohu – možnost – permisiv).

## Sekundární využití modálních sloves
Sekundárně lze modální slovesa využít také k vyjádření jistotní modality, tedy k vyjádření míry přesvědčení mluvčího o platnosti vyjadřovaného děje:
- Už tam musí být.
- Může to být pravda.